# Friedrich von Raumer
Friedrich Ludwig Georg von Raumer, född den 14 maj 1781 i Wörlitz nära Dessau, död den 14 juni 1873 i Berlin, var en tysk historieskrivare. Han var bror till Karl Georg von Raumer samt kusin till Georg Wilhelm och Karl Otto von Raumer.
von Raumer studerade i Halle och Göttingen (1798–1801) och ägnade sig därefter i preussisk tjänst åt den civila ämbetsmannabanan, på vilken han avancerade till råd i finansministeriet (1810). Samtidigt sysslade han med historiska studier, varvid han mottog impulser av Johannes von Müller under personligt umgänge med denne, samt, uppmuntrad av denne, till och med uppträdde som författare. 
Anonymt utgav von Raumer 1805 Sechs Gespräche über Krieg und Handel, i vilket arbete han bröt en lans för frihandeln. Hans i "Heidelberger Jahrbücher" 1810 införda "Kritik der Lombardischen Denkwürdigkeiten" ådrog sig statskanslern von Hardenbergs uppmärksamhet, och på dennes rekommendation utnämndes von Raumer 1811 till professor i statsvetenskap vid Breslaus universitet. 
År 1819 kallades han till professor i samma ämne och i historia vid Berlins universitet. Som lärare var von Raumer föga framstående, inte minst därför att han saknade talarens förmåga. År 1827 valdes han till ledamot av Vetenskapsakademien i Berlin och blev även dess sekreterare, men då det tal han där höll vid minnesfesten den 28 januari 1847 över Fredrik II väckte anstöt på högsta ort och föranledde akademien till ursäkter, lämnade han både sekretariat och akademi. 
Uppträdandet bidrog endast till att öka von Raumers popularitet. Han valdes 1848 till ledamot av Frankfurtparlamentet, och under senare hälften av samma år var han tyska centralregeringens sändebud i Paris. I maj 1849 lämnade han med större delen av de preussiska ombuden Frankfurtförsamlingen, och samma år invaldes han i preussiska lantdagens första kammare. Varken som parlamentsledamot eller diplomat skar von Raumer några lagrar. 
Förutom hans tjänst och författarskap, ägnade han tid åt vidsträckta resor, bland annat till Skandinavien, vilka gav flera skildringar som resultat. (Dock företogs den 1852 skildrade Reise nach Südamerika endast på papperet.) År 1859 lämnade von Raumer sin professur, men höll ända till 1869 då och då offentliga föreläsningar. 
von Raumer utövade en synnerligen omfattande författarverksamhet. Främst bland hans arbeten står den berömda Geschichte der Hohenstaufen und ihrer Zeit (6 band, 1823–1825; 5:e upplagan 1878), som väckte sensation genom den behagliga stil och den förträffliga komposition, i vilket det grundligt behandlade patriotiska ämnet framställdes. 
Bland hans övriga skrifter kan nämnas Untersuchungen über die geschichtliche Entwicklung der Begriffe von Recht, Staat und Politik (1826; 3:e upplagan 1861), Geschichte Europas seit dem Ende des 15. Jahrhunderts (8 band, 1832-50), Beiträge zur neuern Geschichte aus dem britischen Museum und Reichsarchiv (5 band, 1836–1839) och Lebenserinnerungen und Briefwechsel (2 band, 1861). År 1830 började von Raumer ge ut "Historisches Taschenbuch", varav han redigerade 37 årgångar.